# Romain Haguenauer
Romain Haguenauer (ur. 16 lipca 1976 w Lyonie) – francuski trener łyżwiarstwa figurowego i choreograf specjalizujący się w konkurencji par tanecznych, a wcześniej łyżwiarz figurowy startujący w parach tanecznych z Marianne Haguenauer.

## Życie prywatne
Haguenauer urodził się w Lyonie, ale wychowywał w Ainay w rodzinie nauczycielki i prawnika. Ma siostrę Mariannę, która była jego parterką sportową. W 1998 r. ukończył Université de Lyon I z tytułem magistra nauk ścisłych, sportu i kultury fizycznej (fr. Capes d'éducation physique et sportive).

## Kariera sportowa
Rozpoczął swoją karierę łyżwiarską w wieku pięciu lat, a jego trenerką została Muriel Boucher-Zazoui. Przez całą karierę jeździł wspólnie z siostrą Marianną. Na mistrzostwach świata juniorów w 1995 r. zajęli ósme miejsce. W sezonie 1995/96 debiutowali na zawodach seniorskich, gdzie wygrali Memoriał Ondreja Nepeli. Obydwoje zakończyli karierę w 1997 r. z powodu problemów zdrowotnych Marianny.

## Kariera trenerska

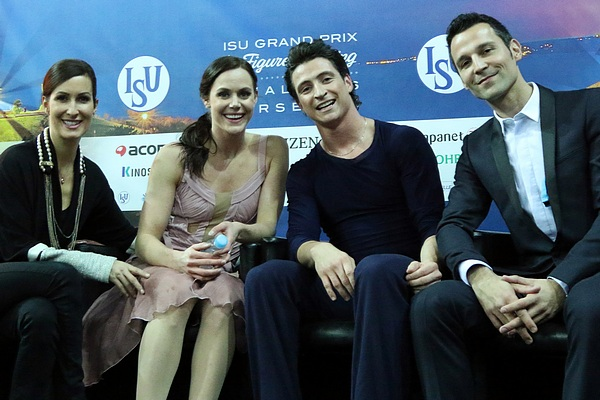
Od lewej Dubreuil, Virtue, Moir i Haguenauer podczas finału Grand Prix 2016

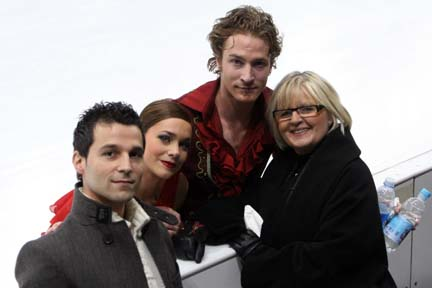
Haguenauer i Boucher-Zazoui z francuską parą Péchalat / Bourzat (2008)

Romain Haguenauer przez 18 lat był trenerem w klubie łyżwiarskim w Lyonie, gdzie pracował m.in. ze swoją byłą trenerką Muriel Boucher-Zazoui. Jednak jak sam przyznał, nie zgadzał się z wytycznymi i zaleceniami klubowymi oraz presją francuskiej federacji, dlatego zdecydował opuścić Francję. W 2014 r. dołączył do kanadyjskiego ośrodka szkoleniowego w Gadbois Centre w Montrealu, gdzie współpracuje z Marie-France Dubreuil oraz Patrice Lauzonem. Haguenauer jest najbardziej znany jako główny trener utytułowanej francuskiej pary tanecznej Gabrielli Papadakis i Guillaume Cizerona. Dotychczas pracował z następującymi łyżwiarzami:
- Nathalie Péchalat / Fabian Bourzat (Francja)[2]
- Isabelle Delobel / Olivier Schoenfelder (Francja)[3]
- Gabriella Papadakis / Guillaume Cizeron (Francja)[4]
- Tessa Virtue / Scott Moir (Kanada)[5]
- Madison Hubbell / Zachary Donohue (Stany Zjednoczone)[6]
- Laurence Fournier Beaudry / Nikolaj Sørensen (Kanada)[7]
- Marie-Jade Lauriault / Romain Le Gac (Francja)[8]
- Olivia Smart / Adrià Díaz (Hiszpania)[9]
- Celia Robledo / Luis Fenero (Hiszpania)[10]
- Carolane Soucisse / Shane Firus (Kanada)[11]
- Marjorie Lajoie / Zachary Lagha (Kanada)[12]
- Ellie Fisher / Simon-Pierre Malette-Paquette (Kanada)[13]
- Rikako Fukase / Aru Tateno (Japonia)[14]
- Sara Hurtado / Adrià Díaz (Hiszpania)
- Lee Ho-jung / Richard Kang-in Kam (Korea)
- Élisabeth Paradis / François-Xavier Ouellette (Kanada)
- Alexandra Paul / Mitchell Islam (Kanada)
- Madison Chock / Evan Bates (Stany Zjednoczone)
- Justyna Plutowska / Jérémie Flemin (Polska)
- Wang Shiyue / Liu Xinyu (Chiny)
- Misato Komatsubara / Tim Koleto (Japonia)